# 3811 Karma
3811 Karma је астероид главног астероидног појаса чија средња удаљеност од Сунца износи 2,575 астрономских јединица (АЈ).
Апсолутна магнитуда астероида је 11,7.